# Syndrome d'irradiation aiguë
Vous lisez un « article de qualité » labellisé en 2006.
Pour les articles homonymes, voir SAI et SIA.

Symbole indiquant un danger lié aux radiations.

Le syndrome d'irradiation aiguë ou syndrome aigu d'irradiation (SAI), également appelé fièvre des radiations ou encore, anciennement, maladie des rayons, est un ensemble de symptômes potentiellement mortels qui résultent d'une exposition ponctuelle des tissus biologiques d'une partie importante du corps à une forte dose de rayonnements ionisants (rayons X, rayonnements alpha, beta ou gamma, ou encore flux de neutrons).
Les sources naturelles de rayonnement ne sont pas assez puissantes pour provoquer le syndrome, de sorte qu'il résulte nécessairement d'activités humaines : accident nucléaire grave dans un laboratoire ou une centrale nucléaire (accident de criticité par exemple), exposition à une source radioactive puissante (source médicale ou d'instrumentation), explosion atomique (bombardement, essais nucléaires), ou autre pollution nucléaire.
Il se manifeste généralement par une phase prodromique non létale dans les minutes ou heures qui suivent l'irradiation. Elle dure quelques heures à quelques jours et se manifeste le plus souvent par les symptômes suivants : diarrhée, nausée, vomissements, anorexie (manque d'appétit), érythème (rougeurs de peau). S'ensuit une période de latence, dite Walking Ghost Phase, d'apparente guérison, d'autant plus courte que l'irradiation a été sévère ; elle dure quelques heures à quelques semaines. Enfin survient la phase aiguë, potentiellement mortelle, qui se manifeste par un vaste spectre de symptômes possibles, dont les plus fréquents sont liés à des troubles hématopoïétiques (production des cellules sanguines), gastro-intestinaux, cutanés, respiratoires ou cérébro-vasculaires.

## Histoire et contexte
Si les effets de l'irradiation chronique commençaient à être connus chez les pionniers de la radioactivité (ex. : Marie Curie) et certains travailleurs du nucléaire (programme nucléaire soviétique), ce n'est que lors des bombardements atomiques d'Hiroshima et Nagasaki que les effets d'une irradiation aiguë ont été découverts : le syndrome d'irradiation aiguë a été directement à l'origine de 5 à 15 % des décès, soit de l'ordre de 7 000 morts sur un total de l'ordre de 70 000 (essentiellement dus aux brûlures et aux chocs consécutifs à l'explosion). Le drame des hibakusha (« victimes des bombardements ») a vite été connu du grand public et a fait l'objet d'études médicales.
Par la suite, quelques accidents nucléaires et radiologiques provoquèrent des victimes : accident de criticité lors d'expériences (le cas de Louis Slotin et celui de la centrale nucléaire de Tokai, au Japon, sont les plus connus) ou dans des réacteurs nucléaires (catastrophe de Tchernobyl) ; retombées de l'essai nucléaire Castle Bravo du programme américain ; exposition accidentelle à des sources radioactives de stérilisation, radiothérapie ou génération de chaleur.
Dans le cas de Tchernobyl, d'après les documents de l'Agence internationale de l'énergie atomique le nombre de morts consécutifs à un syndrome d'irradiation aiguë serait environ 28.
La défense face à une menace nucléaire majeure a motivé des études sur la prévention et le traitement des maladies.
Plus tard ont été développées la bombe à neutrons, destinée à rendre le personnel immédiatement inapte au combat par irradiation aiguë, et les bombes salées (à fortes retombées) à contaminer des terrains comme technique d’area denial (interdiction de zone).

## Impact de l'irradiation sur les tissus

### Mesure de l'exposition
La mesure de l'impact d'une exposition aux radiations prend en compte trois facteurs principaux : l'énergie déposée dans un tissu par le rayonnement, l'impact relatif du type de rayonnement, la sensibilité relative du tissu aux rayonnements ionisants.

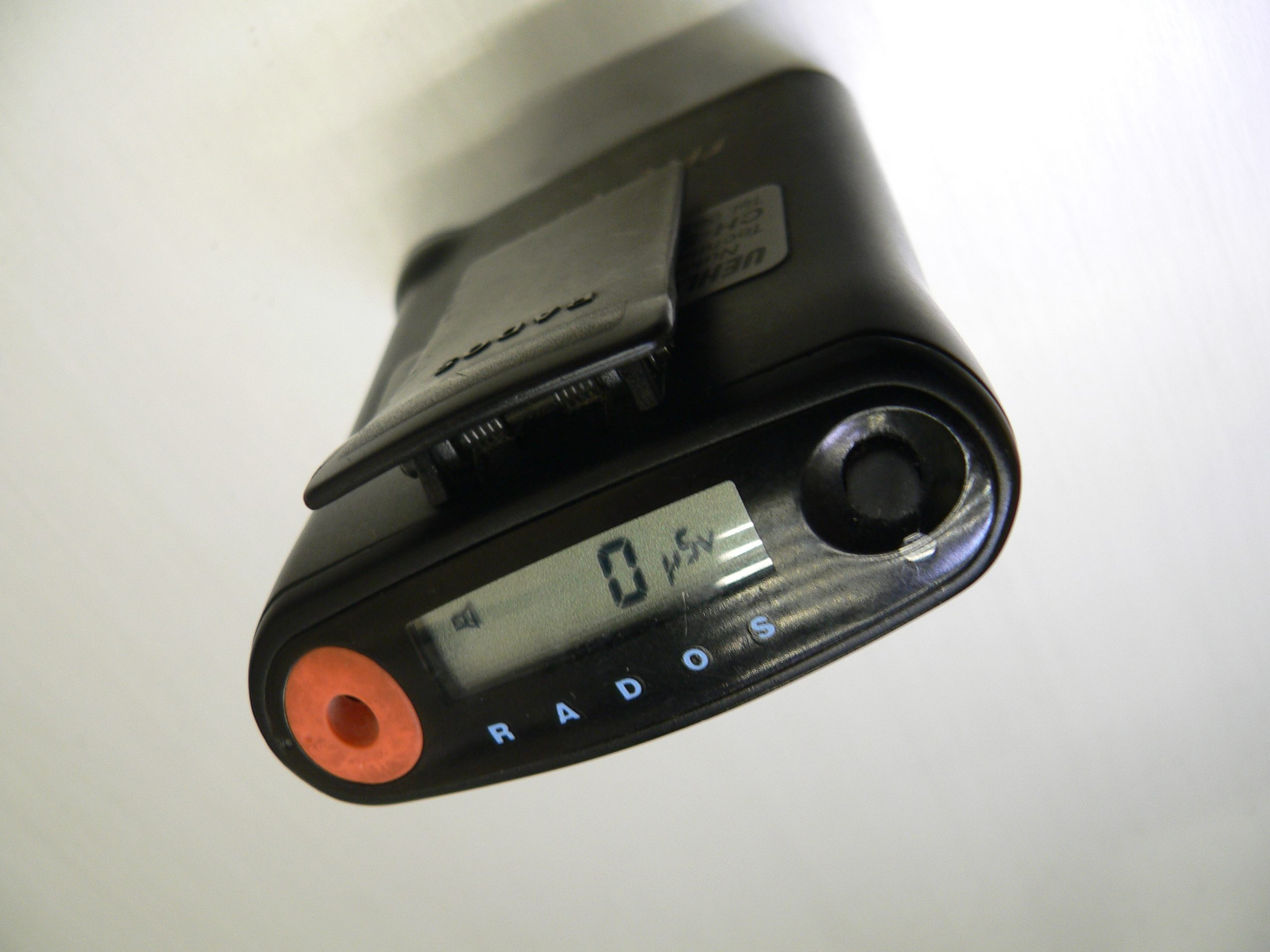
Dosimètre, appareil mesurant l'exposition.

Les trois grandeurs principales sont utilisées, :
- la dose radiative DT,R est l'énergie par unité de masse déposée par un rayonnement R dans un tissu T. Son unité dans le Système international est le gray (1 Gy = 1 J/kg) ;
- l'équivalent de dose est la dose radiative corrigée de l'impact du rayonnement (efficacité biologique relative) et se mesure en sieverts (Sv) ; elle est donnée par HT = wRDT,R, où wR est le facteur de pondération du rayonnement ;
- l'équivalent de dose efficace est la dose radiative corrigée de l'impact du rayonnement et de la sensibilité du tissu. Elle se mesure en Sv et est donnée par E = wTHT, où wT est le facteur de pondération du tissu.

Les grandeurs physiques mesurant l'impact de l'exposition (équivalent de dose et équivalent de dose efficace) sont traditionnellement définies pour décrire les effets stochastiques de l'irradiation chronique, c'est-à-dire prédire la probabilité de survenue de maladies induites comme les leucémies, cancers ou les complications cardio-vasculaires.

### Efficacité biologique

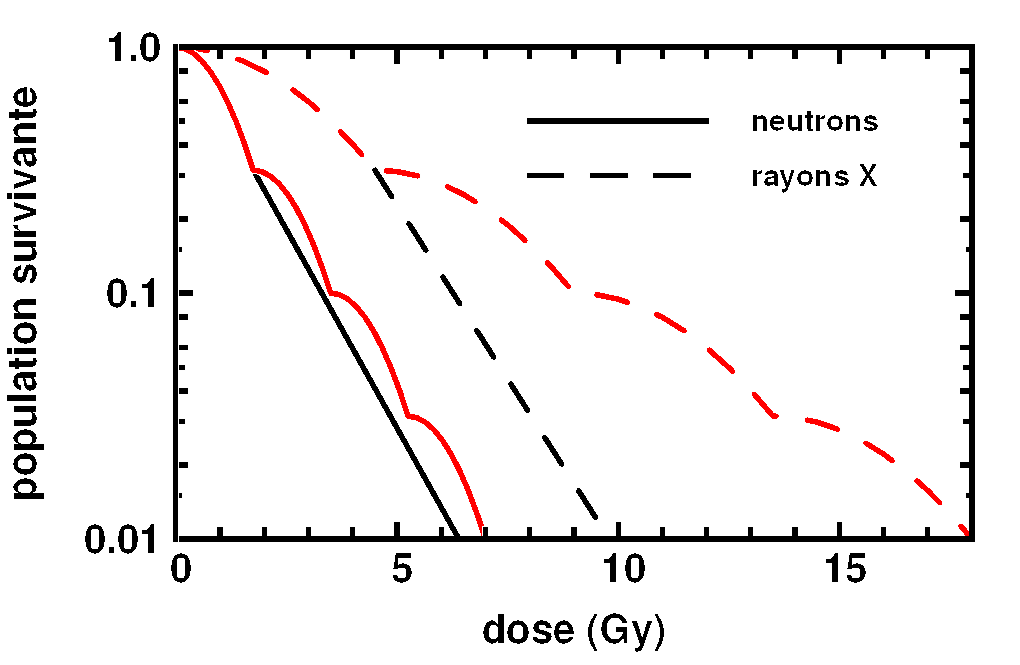
Proportion de survie d'une population de cellules de mammifères soumise à une dose radiative unique (noir) ou fractionnée (rouge)

Les facteurs correctifs w, tels que définis par la Commission internationale de protection radiologique ne sont cependant pas affinés pour décrire les effets de l'irradiation aiguë qui est l'objet de cet article. Plus particulièrement, les efficacités biologiques relatives des différents rayonnements tendent à se rapprocher à haute dose : si les risques stochastiques d'une faible irradiation (< 0,1 Gy) par des neutrons nécessite un facteur de correction wR = 5–20, le facteur devient 1,5 pour une dose unique supérieure à 5 Gy — davantage toutefois pour des doses fractionnées. La figure ci-contre montre l'étendue de la destruction cellulaire, la principale cause du syndrome (voir section ci-dessous), en fonction de la dose radiative pour des neutrons et des rayons X. À haute dose l'écart n'est que de 1,5 à 2,6 entre les deux types de rayonnement contre plus de 5 pour les faibles doses ; sur la figure ci-contre, il correspond à l'écart entre les courbes pour les X et les neutrons. Dans la pratique, il existe de grandes incertitudes sur les efficacités biologiques relatives de sorte que les différentes études sur le syndrome de radio-exposition aiguë utilisent la dose radiative, en précisant, le cas échéant, la nature des radiations.
Lorsqu'une dose est délivrée lentement ou de manière fractionnée, son effet est moindre : les mécanismes cellulaires d'autoréparation ont le temps d'agir. Par exemple, lors de l'accident nucléaire de Goiânia au Brésil (1987) une personne ayant rapporté une source de césium chez lui survécut à une dose de 7 Gy tandis que sa femme mourut des suites d'une exposition à 5,7 Gy : l'un des facteurs est que la femme, restée chez elle, a été irradiée continûment, tandis que l'homme a reçu une dose fractionnée.

### Effets au niveau cellulaire

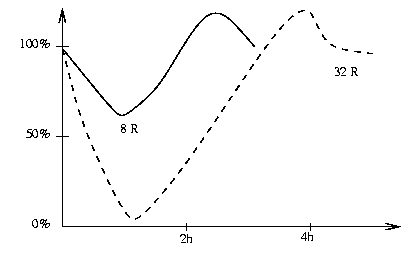
Évolution temporelle du taux de mitose (par rapport à la normale) dans une population de cellules épithéliales de la cornée du rat après une irradiation aiguë. Les doses sont de 8 et 32 R.

L'ADN est une des molécules les plus sensibles de la cellule aux rayonnements ionisants. Les mécanismes de réparation permettent de réparer la plupart des lésions (cassures chromosomiques) quand la dose est administrée de manière suffisamment lente ou de manière fractionnée, mais une dose de 2 Gy ou plus reçue rapidement suffit à tuer une cellule en voie de division ; les cellules matures en revanche sont moins sensibles. Le second effet notable est une inhibition de la mitose (cf. figure ci-contre) dont la durée dépend de l'intensité de l'irradiation.
Les effets sur les tissus se manifestent dans les jours ou semaines qui suivent : dépeuplement cellulaire, atrophie et dégradation des fonctions tissulaires. Par l'interférence avec la mitose, ce sont les tissus qui se régénèrent le plus rapidement qui sont principalement touchés : peau (couche basale de l'épiderme, seuil : ~ 6 Gy), moelle osseuse et organes lymphoïdes (seuil : ~ 2 Gy), intestin (revêtement épithélial, seuil : 10 Gy), gonades (spermatogonies, seuil : ~ 0,15 Gy, ovocytes, seuil : ~ 1,5–2 Gy), cristallin (épithélium antérieur, seuil : ~ 1–3 Sv), voies respiratoires (seuil : ~ 6–10 Gy). Les embryons sont particulièrement radiosensibles.
Note : D'autres effets des rayonnements ionisants — mutation génétique et altération chromosomique — sont des effets stochastiques à long terme qui peuvent aussi se produire à faible dose lors d'une irradiation chronique (en particulier à la suite de l'ingestion de radionucléides qui se seraient fixés dans l'organisme) ; ils ne sont pas l'objet de cet article.

## Déroulement de la maladie et risque vital
Le syndrome est déterministe et à effet de seuil : il est systématiquement observé au-delà d'une certaine dose (plus de 2 Gy sur l'ensemble du corps) et ne se manifeste pas en dessous d'un certain seuil (moins de 0,5 Gy). L'irradiation est d'autant plus grave qu'une dose donnée est administrée rapidement, car les tissus n'ont pas le temps de faire intervenir les mécanismes de réparation cellulaire.
Pour que le syndrome se déclare, il faut ou bien qu'une grande partie du corps soit affectée, ou bien que l'un des organes suivants soit touché : intestin, moelle osseuse, poumons, cerveau ou peau. À l'exception des affections cutanées et respiratoires, l'irradiation doit être interne, c'est-à-dire délivrée par des rayonnements pénétrants tels que les rayons X ou les neutrons.
Note : l'exposition chronique à une radioactivité faible ou modérée ne provoque pas de symptômes à court ou moyen terme mais un risque accru de complications à long terme telles que leucémie et cancers ; ces effets stochastiques (probabilistes) sont à distinguer du syndrome d'irradiation aiguë qui apparaît de manière rapide et certaine au-delà d'une certaine dose de rayonnement (effet déterministe). L'exposition aiguë d'une petite partie du corps (à l'exception du cerveau, des poumons et de la moelle épinière) n'entraîne pas non plus de syndrome d'irradiation aiguë mais un dysfonctionnement potentiellement mortel des organes touchés dans les semaines ou les mois suivant l'incident. Ces deux effets ne sont pas l'objet du présent article.

### Phases
Aux très fortes doses (> 20–50 Gy) le système nerveux est touché ; désorientation, ataxie (incoordination des mouvements volontaires), délire, coma, convulsions, puis mort surviennent quelques minutes à quelques heures après l'exposition. Une période de récupération partielle des capacités de quelques heures peut être observée.
Pour des doses moindres (1–20 Gy), le syndrome se déroule en trois phases, :
- une phase prodromique, non mortelle, débute entre quelques minutes et quelques heures après l'exposition et dure au plus quelques jours, avec, en fonction de l'intensité de l'exposition : fatigue, céphalée (mal de tête), nausée et/ou vomissements, érythème (rougeurs de peau) ;
- une période de latence de quelques jours à deux semaines durant laquelle le patient recouvre tout ou partie de ses capacités : la Walking Ghost Phase ;
- une phase aiguë, potentiellement mortelle, dure un mois à deux ans, avec des problèmes hématologiques, gastro-intestinaux, respiratoires et/ou cutanés, selon la gravité de l'exposition et les organes principalement touchés, les symptômes pouvant être nausée, vomissements, asthénie (fatigue générale), anorexie (perte de l'appétit), alopécie (perte des cheveux et des poils), érythème, ulcération ou nécrose de la peau, immunodépression (faiblesse du système immunitaire), saignements incontrôlés de la bouche, hémorragies internes, diarrhée et déshydratation, douleurs thoraciques, insuffisance respiratoire.

La survenue de la phase prodromale est d'autant plus rapide que l'irradiation est sévère ; la durée de la période de latence diminue avec l'importance de la radio-exposition.

### Survie et conséquences à long terme
Pour une irradiation interne, le décès a généralement lieu dans les deux mois suivant l'irradiation, par infection ou hémorragie interne (1,5–10 Gy) ou par diarrhée de type dysentérique. Il est attesté à partir de 1,5 Gy (exposition rapide, sans soins) et est quasi-certain au-delà de 10 Gy. Pour des doses intermédiaires, la survie dépend de soins intensifs. Dans le cas d'une irradiation externe, par des rayonnements peu pénétrants, la peau et les voies respiratoires peuvent être spécifiquement touchées ; la mort peut alors survenir pour des doses élevées (> 8–10 Gy) dans les semaines ou mois suivant l'exposition.
En cas de survie, la survenue de maladies cardio-vasculaires, digestives et respiratoires dans les années suivantes est fréquente. La stérilité féminine définitive est possible à partir de 2 Gy. La stérilité masculine temporaire est fréquente, y compris à des doses ne provoquant pas de symptômes (à partir de 0,15 Gy).
Les personnes âgées et les enfants sont particulièrement sensibles à une radio-exposition aiguë.

## Formes du syndrome d'irradiation aiguë
Il existe cinq principales formes du syndrome, :
1. La forme cérébro-vasculaire, provoquant la mort en quelques jours, se manifeste pour une exposition supérieure à 20-50 Gy. Elle débute dans les premières heures après l'exposition aux radiations, et touche le système nerveux ;
2. La forme gastro-intestinale, mortelle, se manifeste pour une exposition supérieure à 6–10 Gy. Elle débute une à deux semaines après l'irradiation ;
3. la forme hématopoïétique, potentiellement mortelle, se manifeste pour une exposition supérieure à 1–2 Gy. Elle débute deux à trois semaines après l'exposition aux radiations et touche la moelle osseuse ;
4. La forme pulmonaire, potentiellement mortelle, se manifeste pour une exposition supérieure à 6–9 Gy. Elle débute deux à huit mois après l'irradiation ;
5. La forme cutanée, parfois mortelle, se manifeste pour une exposition supérieure à 4–7 Gy. Elle débute généralement dans les semaines suivant l'exposition, dans les cas les plus graves dans la journée qui la suit.

Ces différentes formes peuvent se produire simultanément. Lors de l'exposition à une explosion atomique ou en cas d'accident dans une centrale nucléaire, le corps est généralement irradié de manière uniforme, de sorte que la forme pulmonaire n'est que rarement observée : aux doses évoquées, les formes hématopoïétique et gastro-intestinale provoquent la mort avant que ne se déclarent les troubles pulmonaires. Lors d'incidents en laboratoire (travail sur des sources proches) ou lors d'une irradiation par des rayonnements peu pénétrants (alpha ou bêta, agissant sur la peau, et les poumons en cas d'inhalation), le corps peut être irradié de façon non uniforme, privilégiant l'une ou l'autre forme de la maladie des rayons.
| dose       | 1er - 2e jour | 1re semaine | 2e semaine | 3e semaine | 2e - 3e mois | 4e - 8e mois | au-delà |
| ---------- | --- | --- | --- | --- | --- | --- | --- |
| > 20–50 Gy | forme cérébro-vasculaire nausées, vomissements, diarrhée, céphalées, délire, ataxie, coma, convulsions mort inévitable                        | | | | | | |
| > 6–10 Gy  | phase prodromique nausées, vomissements, céphalées, fatigue, érythème, anorexie                                                               | | forme gastro-intestinale nausée, vomissements, diarrhée, fièvre, érythème, prostration mort inévitable                                        | forme gastro-intestinale nausée, vomissements, diarrhée, fièvre, érythème, prostration mort inévitable                                        | | | |
| > 6–9 Gy   | phase prodromique nausées, vomissements, céphalées, fatigue, érythème, anorexie                                                               | période de latence | période de latence | | forme pulmonaire toux, dyspnée, fièvre, douleurs thoraciques, insuffisance respiratoire mort possible                                         | forme pulmonaire toux, dyspnée, fièvre, douleurs thoraciques, insuffisance respiratoire mort possible                                         | |
| > 4–7 Gy   | phase prodromique nausées, vomissements, céphalées, fatigue, érythème, anorexie                                                               | | | forme cutanée érythème, alopécie, desquamation, nécrose, ulcération mort possible                                                             | forme cutanée érythème, alopécie, desquamation, nécrose, ulcération mort possible                                                             | | ulcération (> 10–20 Sv) |
| > 1–2 Gy   | phase prodromique nausées, vomissements, céphalées, fatigue, érythème, anorexie                                                               | | | forme hématopoïétique asthénie, anorexie, fièvre, hémorragies mort possible                                                                   | forme hématopoïétique asthénie, anorexie, fièvre, hémorragies mort possible                                                                   | | maladies cardio-vasculaires troubles digestifs troubles respiratoires stérilité (> 2–5 Sv) cataracte (> 2 Sv) cancers ? leucémie ? maladies héréditaires ? |
| < 1–2 Gy   | absence de symptômes baisse temporaire du nombre de globules rouges, probabilité accrue d'infections, oligospermie ou azoospermie temporaires | absence de symptômes baisse temporaire du nombre de globules rouges, probabilité accrue d'infections, oligospermie ou azoospermie temporaires | absence de symptômes baisse temporaire du nombre de globules rouges, probabilité accrue d'infections, oligospermie ou azoospermie temporaires | absence de symptômes baisse temporaire du nombre de globules rouges, probabilité accrue d'infections, oligospermie ou azoospermie temporaires | absence de symptômes baisse temporaire du nombre de globules rouges, probabilité accrue d'infections, oligospermie ou azoospermie temporaires | absence de symptômes baisse temporaire du nombre de globules rouges, probabilité accrue d'infections, oligospermie ou azoospermie temporaires | maladies cardio-vasculaires troubles digestifs troubles respiratoires stérilité (> 2–5 Sv) cataracte (> 2 Sv) cancers ? leucémie ? maladies héréditaires ? |

### Forme hématopoïétique

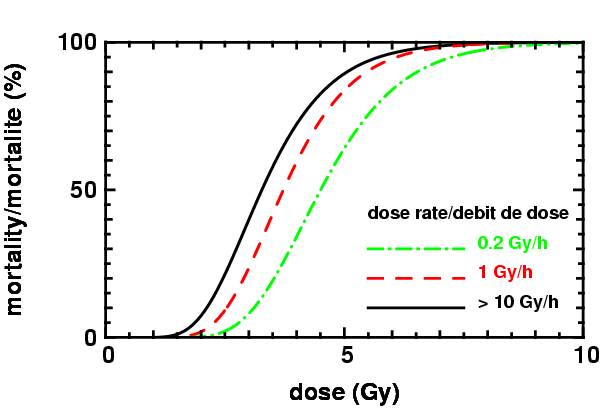
Influence du débit de dose sur la mortalité de la forme hématopoïétique en l'absence de soins médicaux.

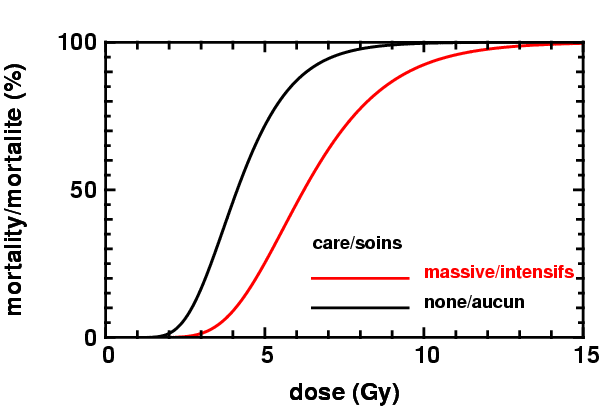
Influence des soins médicaux sur la mortalité de la forme hématopoïétique. La courbe est une moyenne sur les débits de dose rencontrés.

Le syndrome hématopoïétique est lié à la destruction partielle ou totale des cellules hématopoïétiques de la moelle osseuse et à celle des lymphocytes périphériques.
Dans les heures suivant l'exposition, la chute de la numération lymphocytaire augmente le risque d'infection. La vitesse et l'ampleur de la chute de la numération sont une indication de la dose reçue et permettent un diagnostic de la gravité de l'irradiation en l'absence de mesure dosimétrique, comme pour la population civile.
La déficience hématopoïétique se traduit en quelques semaines par une chute du taux de granulocytes (immunodépression) et de plaquettes (défaut de coagulation). Cela peut conduire à une infection mortelle ou à des hémorragies internes.
La forme hématopoïétique du syndrome d'irradiation aiguë est celle qui provoque la mort aux plus faibles doses, typiquement entre 1,5 et 10 Gy (irradiation rapide). Le décès intervient généralement, s'il a lieu, dans les deux mois suivant l'irradiation. Dans les cas d'irradiation sévère (aux environs de 5 Gy sur l'ensemble du corps), la moelle est totalement détruite ; la survie n'est alors possible qu'avec une greffe. En cas d'irradiation non uniforme, les cellules hématopoïétiques survivantes permettent de repeupler la moelle ; la survie est alors possible sans greffe.
Selon la rapidité de l'exposition et le type de soins, une mortalité de 50 % est atteinte pour une dose de 3 à 6 Gy (voir figures ci-dessus).

### Forme cérébro-vasculaire
La forme cérébro-vasculaire se manifeste généralement pour des doses supérieures à 50 Gy mais les symptômes peuvent apparaître dès 20 Gy. Elle se caractérise par les symptômes suivants lors de la phase prodromale (quelques minutes au plus après l'irradiation) : agitation extrême, apathie, ataxie, désorientation, troubles de l'équilibre, vomissement, diarrhée, perte de connaissance. Durant la période de latence de quelques heures au plus, voire absente, le patient récupère partiellement ses capacités. La phase symptomatique se manifeste par des convulsions, suivis du coma. Un tableau d'atteinte digestive sévère diarrhée est souvent associé.
Le décès, généralement sous trois jours, est le plus souvent provoqué par un effondrement du flux sanguin cérébral lié à l'augmentation de la pression dans la boîte crânienne (tableau d'hypertension intracrânienne aiguë) (œdème cérébral, méningite, encéphalite).

### Forme gastro-intestinale
Le syndrome gastro-intestinal a lieu pour une dose élevée, typiquement plus de 8 Gy, et entraîne généralement la mort dans les quinze jours. Il se manifeste en une à deux semaines après l'exposition par des symptômes semblables à ceux d'une dysenterie fulminante : diarrhée sévère et déshydratation.
Il est causé par une dégénérescence de l'épithélium de l'intestin grêle liée à la destruction des cellules souches de sa surface. La mortalité à 50 % a lieu pour des doses de 9 à 12 Gy (irradiation rapide en l'espace de minutes) selon la qualité des soins médicaux.

### Forme pulmonaire
La forme pulmonaire se déclare pour des doses importantes, de l'ordre de 6–10 Gy (irradiation rapide) ou plus (irradiation lente ou fractionnée), pour laquelle une irradiation uniforme du corps par rayonnements pénétrants provoque généralement la mort (déficience hématopoïétique et gastro-intestinale) avant que les symptômes pulmonaires ne se manifestent. Elle peut toutefois se produire en l'absence des syndromes hématopoïétique et gastro-intestinal en cas d'irradiation par des rayonnements peu pénétrants (alpha ou bêta).
La dose de 9,6 Gy délivrée en quelques minutes est mortelle dans 50 % des cas ; pour une irradiation lente, sur une journée, la dose létale passe à 23 Gy.
La phase aiguë survient dans les quelques mois suivant l'exposition, voire dans les jours suivants en cas d'irradiation massive. On observe dans les années suivantes une morbidité importante chez les survivants.

### Forme cutanée
Le forme cutanée a lieu en présence de fortes doses, typiquement > 4 Gy en moins de 24h. Elle se manifeste principalement dans la phase prodromale, quelques heures après l'exposition, par un érythème (rougeur) passager et des démangeaisons et, lors d'une irradiation intense, la desquamation. C'est la couche basale de l'épiderme qui est touchée. Après une période de latence, ces symptômes réapparaissent deux à quatre semaines plus tard avec en plus alopécie et desquamation, et dans le cas d'une forte dose (10–20 Sv) ulcération et nécrose suivies d'une fibrose du derme et du système vasculaire sous-jacent.
Le syndrome cutané peut se produire en l'absence des autres formes d'irradiation aiguë en cas d'exposition à des rayonnements peu pénétrants comme les rayons bêta. Ainsi, le classement de la forme cutanée dans le syndrome de radio-exposition aiguë est controversé ; certains y voient une affection distincte. Toutefois, l'expérience indique que les lésions cutanées compliquent le traitement du syndrome d'irradiation aiguë, notamment, il est probable que les pertes humaines chez les « liquidateurs » de Tchernobyl auraient été moindres en l'absence de symptômes cutanés.

### Autres complications
Les autres complications consécutives à une irradiation aiguë ne font pas formellement partie du syndrome d'irradiation aiguë mais sont une conséquence directe de la radio-exposition. Ces effets sont déterministes ou apparaissent avec des probabilités élevées.

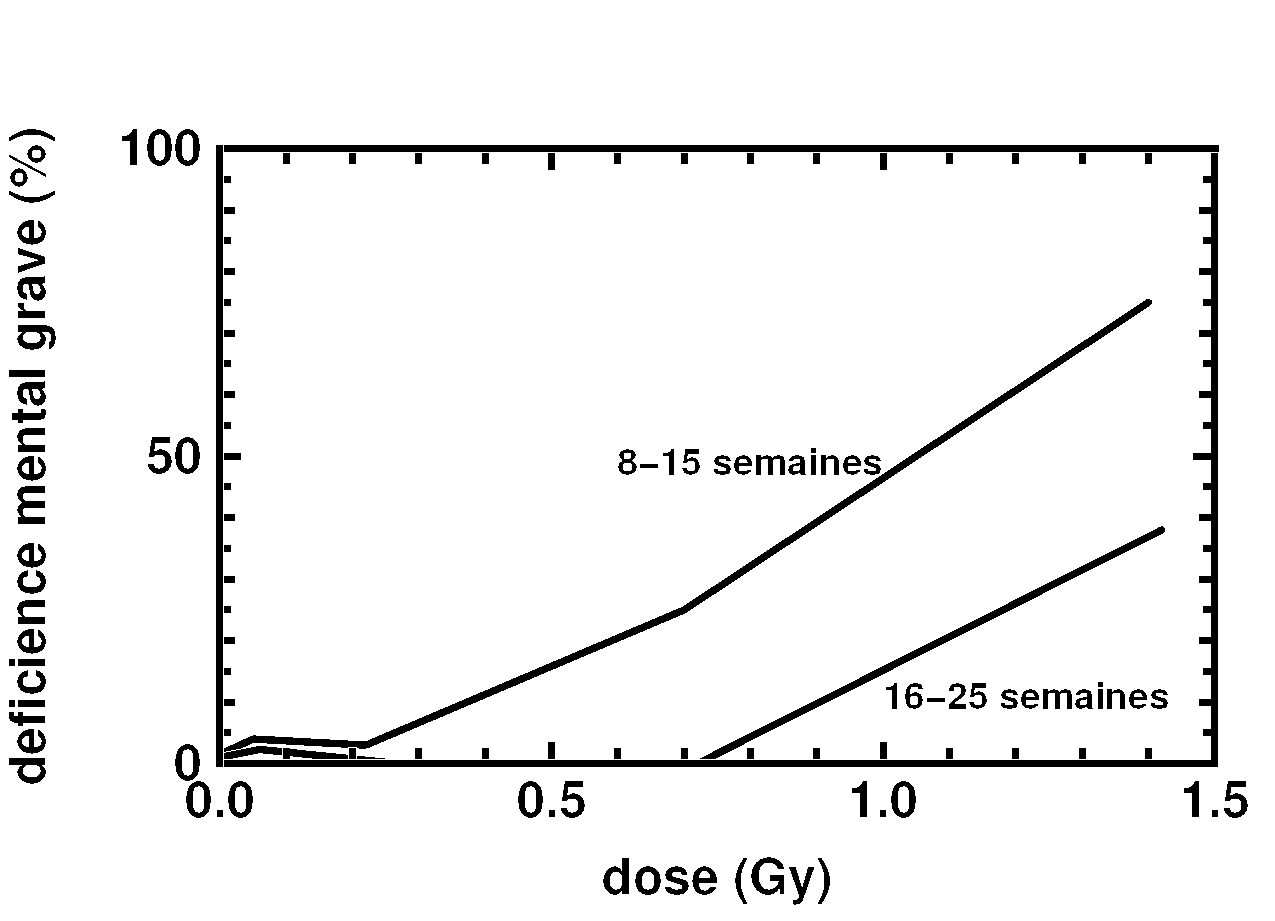
Proportion de déficience mentale sévère après une radio-exposition aiguë in utero.

#### Stérilité
La stérilité féminine permanente touche 60 % des patientes exposées à 2,5–5 Gy (dont 100 % des plus de 40 ans) et 100 % à partir de 8 Gy. Des effets chez certaines femmes de plus de 40 ans s'observent dès 1,5 Gy.
L'azoospermie (donc stérilité) masculine temporaire est observée chez 100 % des hommes exposés à 0,3–0,5 Gy entre 4 et 12 mois après l'irradiation avec une récupération totale dans les deux ans ; l'oligozoospermie peut s'observer dès 0,1 Gy. Au-delà de 2–3 Gy, l'azoospermie s'observe dès les deux premiers mois suivant l'exposition et dure au moins 3 ans. La stérilité permanente est attestée pour des doses de 5 à 15 Gy sur les gonades.

#### Cataracte
La cataracte touche 10 % des patients exposés à 2 Gy, 50 % à 5 Gy et 90 % à 10 Gy.

#### Effets sur l'embryon
Les fœtus sont particulièrement radiosensibles ; les risques liés sont la fausse couche ainsi que la tératogenèse : microcéphalie, retard mental, malformation, retard de croissance. Ces effets ont été étudiés chez les hibakusha. Une exposition à 1,4 Gy — dose provoquant un syndrome léger chez l'adulte — d'un embryon de 8 à 15 semaines provoque 75 ± 20 % (intervalle de confiance : 90 %) de déficience mentale grave par la suite ; cette proportion tombe à 37 ± 15 % pour un fœtus âgé de 16 à 25 semaines. Aucun effet notable n'est observé sur le quotient intellectuel pour un âge gestationnel de plus de 26 semaines ou de moins de 8, ainsi que pour des doses inférieures à 0,1 Gy ; pour une dose de 0,1 à 0,5 Gy, la déficience moyenne, tous âges confondus, est de 8 ± 6 (intervalle de confiance : 95 %) points de QI. Le retard de croissance est observé chez les sujets exposés à plus de 1 Gy, il est de l'ordre de 10 cm.

#### Effet stochastiques
Des effets stochastiques à long terme sont aussi observables : maladies cardiaques, respiratoires et digestives. Le risque de mortalité s'élève de 14 % par sievert dans les 30 années suivant la radio-exposition avec un seuil de 0,5 Sv.

## Prévention et soins médicaux

### Prévention

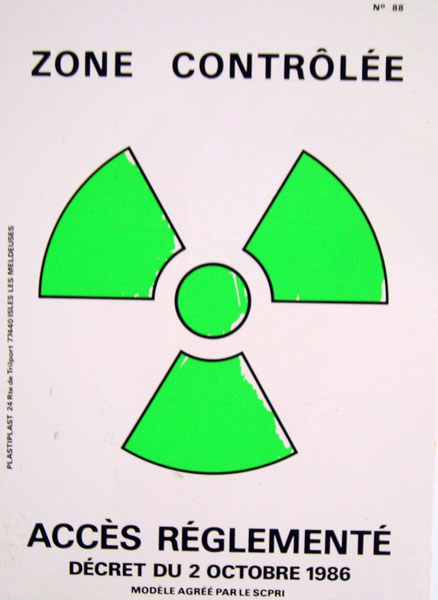
Zone d'accès contrôlé en raison du risque d'irradiation ou de contamination.

La prévention du symptôme passe par des mesures de radioprotection.
Dans les expériences et manipulations de matière fissile, le strict respect du protocole permet d'éviter l'assemblage involontaire d'une masse critique conduisant à un accident de criticité, comme ce fut le cas par négligence à Tokaimura au Japon (1999).
En cas d'incident, il convient d'éviter l'irradiation ou de minimiser le temps d'exposition, donc la dose reçue ; la surveillance du débit de dose radioactive sur les installations sensibles est essentielle afin que le personnel évite de se rendre sur le lieu de l'incident et/ou se mette à l'abri le plus rapidement possible. Le non-respect d'une telle mesure de sécurité a provoqué la mort d'un opérateur à Soreq en Israël (1986) qui a voulu vérifier de visu le signal contradictoire d'une alarme déclenchée et d'un système de sécurité indiquant une source radioactive correctement confinée.

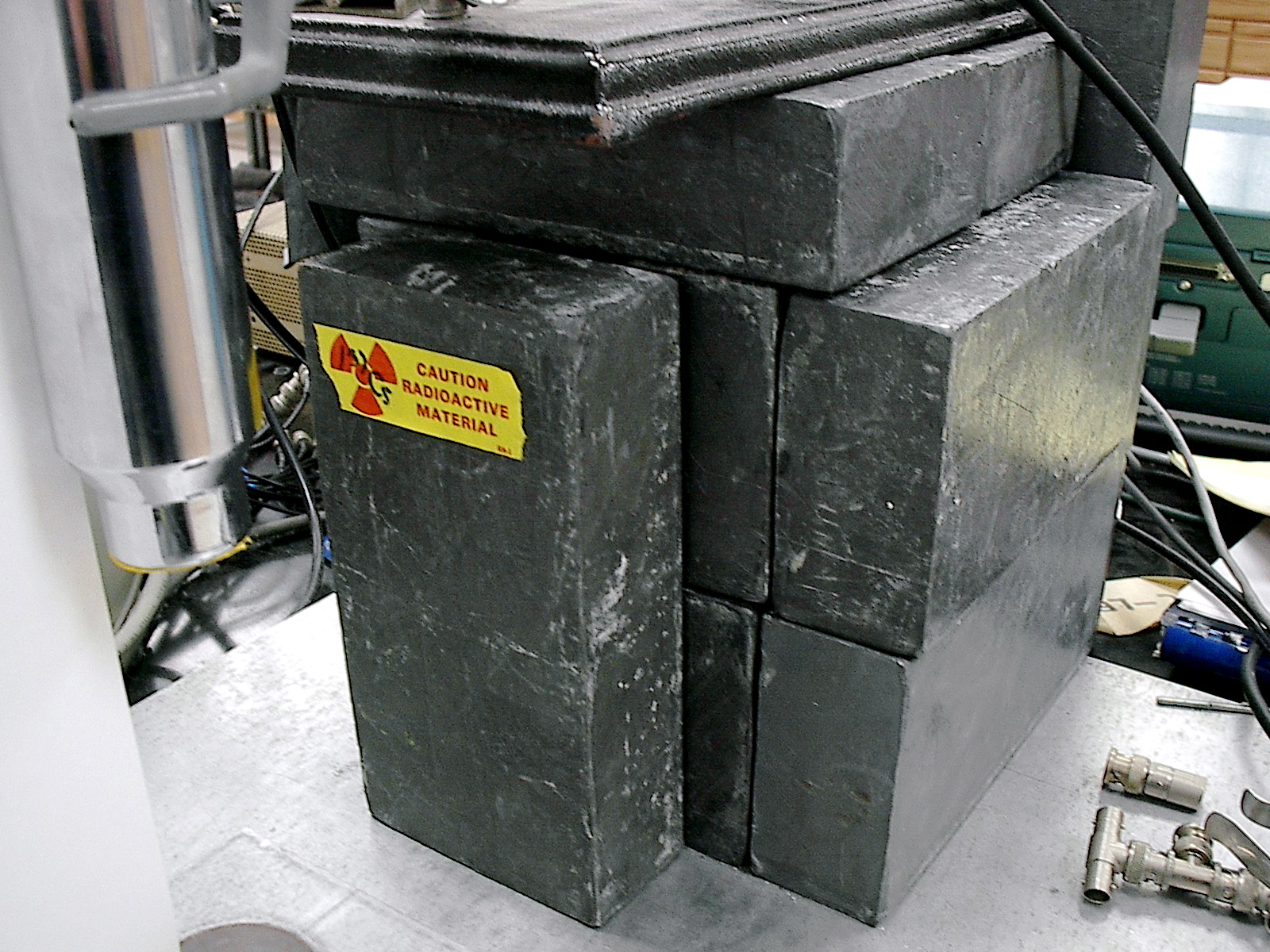
Confinement d'une source radioactive

Enfin, les sources radioactives doivent être strictement surveillées et confinées en dehors des périodes d'utilisation. Plusieurs cas mortels d'irradiation ont eu lieu à cause d'une déficience du système de confinement des sources dans des usines de stérilisation, parmi les plus récents à Soreq en Israël (1986) et à Niasvij en Biélorussie (1991). Il faut également veiller à ce qu'elles n'aboutissent pas entre les mains d'un public non averti, comme ce fut le cas à de nombreuses reprises lors de vols ou de pertes d'isotopes radioactifs sur des installations civiles ou militaires. Le dernier cas en date, en Géorgie (2001–2002), est le vol de sources de générateur thermoélectrique à radioisotope par un employé : sept personnes furent irradiées.
La Commission internationale de protection radiologique émet des recommandations concernant la radioprotection. Elles sont généralement reprises par les législations nationales.
L'Agence internationale de l'énergie atomique est une association affiliée à l'Organisation des Nations unies qui cherche à promouvoir les usages pacifiques de l'énergie nucléaire et à limiter le développement de ses applications militaires. Elle émet des rapports sur chaque accident nucléaire ou radiologique pour en tirer les conséquences en matière de sécurité et de protection civile.

### Diagnostic de la gravité de l'irradiation
| fréquence | durée avant vomissement | durée avant vomissement |
| fréquence | < 4 h                   | > 4 h                   |
| --------- | ----------------------- | ----------------------- |
| 25 %      | 2,5                     | 0,5                     |
| 50 %      | 3,6                     | 0,9                     |
| 75 %      | 6,0                     | 1,7                     |

Une estimation de la dose reçue est nécessaire pour connaître la prise en charge nécessaire ; le personnel sur des installations sensibles doit porter à cette fin un dosimètre. En l'absence de mesure, la présence, la rapidité d'apparition et l'intensité des symptômes prodromaux, ainsi que la numération des lymphocytes dans les deux jours suivant l'irradiation permettent de quantifier la gravité de l'exposition.

#### Mesure de l'exposition aux gammas
Des outils de diagnostic rapide ont été développés à des fins de sécurité civile afin de pouvoir effectuer un tri rapide des personnes. Ils sont destinés aux accidents à grande échelle, dans le cas où il s'avère impossible de faire rapidement un examen approfondi de l'ensemble des individus touchés. La durée moyenne t (en heures) écoulée entre une exposition ponctuelle à des rayonnements gamma et le premier vomissement est relié à la dose reçue D (en grays) par une loi de puissance :
t = (4,47 ± 0,16) D(−0,57 ± 0,04)
Un critère simplifié est la présence de vomissements dans les quatre heures suivant l'exposition : trois quarts des personnes « positives » ont reçu plus de 2,5 Gy, impliquant un risque vital modéré à élevé ; elles doivent être suivies et examinées rapidement. Les patients « négatifs » ont reçu une dose inférieure à 1,7 Gy (impliquant un risque vital faible) dans 75 % des cas et peuvent attendre quelques jours pour réexamen (voir tableau ci-contre).
| concentration en lymphocytes (mm−3) | dose (Gy) |
| ----------------------------------- | --------- |
| 2500                                | < 1       |
| 1700–2500                           | 1–5       |
| 1200–1700                           | 5–9       |
| < 1000                              | > 10      |

Un bilan sanguin établi dans les 8 à 48 heures après l'exposition permet d'établir un intervalle de dose reçue : la numération de lymphocytes diminue selon une loi exponentielle dont le temps de demi-atténuation est corrélé à la gravité de l'irradiation. Une lymphocytopénie de 1 500 mm−3 ou moins dans les 48 heures suivant l'exposition indique une exposition à une dose moyenne de 3,1 Gy. Ces patients nécessiteront des soins médicaux. Une numération lymphocytaire dans les 8 à 12 heures permet d'obtenir un diagnostic plus précis (voir table ci-contre).
Il existe différents moyens de déterminer la dose par des examens biologiques, toutefois, ces méthodes sont ou bien onéreuses et coûteuses en main d'œuvre, ou bien en cours d'investigation. La mesure des anomalies au niveau chromosomique est coûteuse en argent et en main-d'œuvre; la dosimétrie par mesure de l'apoptose des lymphocytes est encore expérimentale. La mesure du taux de radicaux libres ou de marqueurs biochimiques spécifiques est envisagée.

#### Mesure de l'exposition aux neutrons

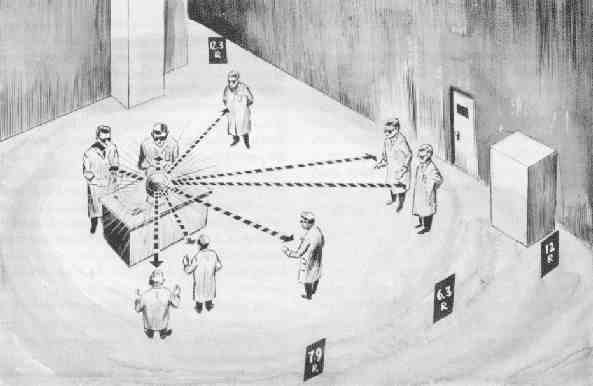
Croquis pour déterminer les doses reçues lors de l'accident de criticité provoqué par Louis Slotin.

La mesure de la radioactivité induite chez les victimes d'une irradiation permet d'estimer la dose reçue. Si M est la masse de l'individu en kilogrammes, K le nombre de coups par minute d'un compteur Geiger posé contre le ventre du sujet, la dose radiative D en gray est donnée par :
D = 100 × 1,1K/M
La relation est calibrée pour un rayonnement de neutrons et/ou de photons gamma.
La mesure du taux de phosphore 32 dans les cheveux ou de sodium 24 dans le sang permet d'estimer la dose de neutrons reçue.

### Soins
Il n'existe pas de traitement éprouvé des conséquences d'une irradiation (des causes des symptômes), mais un traitement symptomatique permet de diminuer la mortalité le temps que les tissus se régénèrent ou qu'une greffe soit effectuée.
Les connaissances sur la physiopathologie des irradiations accidentelles ont beaucoup progressé au cours de ces dernières années. On est ainsi passé du paradigme classique de défaillance radio-induite d’un organe cible unique (moelle osseuse ou système gastro-intestinal ou système nerveux central) au concept de défaillance multi-organes impliquant les 3 systèmes précédents ainsi que la peau, le poumon, le foie et le rein. Ce changement de paradigme a de très grandes conséquences. La gestion médicale devient plus complexe, le patient irradié ne devant plus être pris en charge uniquement par des spécialistes d’hématologie mais par une équipe pluridisciplinaire rassemblant les grandes spécialités de la médecine, et ce dès l’évènement initial. Toute la stratégie thérapeutique à mettre en œuvre s’en trouve modifiée.
Un consensus international sur le traitement de l’irradiation accidentelle se dégage au début du XXIe siècle, au moins sur le plan européen. Le nouveau concept physiopathologique de la défaillance multi-organes propose que la greffe de moelle ne soit pas pratiquée en urgence comme cela a souvent été le cas dans le passé, mais soit systématiquement différée de 2 à 3 semaines après l’accident, dans l’attente de la vérification du caractère définitif et irréversible des dommages radio-induits à la moelle osseuse et en l’absence de signes cliniques d’apparition d’une défaillance multiple des organes. Si l’exposition est hétérogène, la greffe de moelle est par nature contre-indiquée et il faut recourir à une stimulation par des facteurs de croissance de la moelle osseuse présente dans les territoires les moins irradiés.

#### Prise en charge
Le traitement des blessures (brûlures, traumatismes) est prioritaire sur celui de l'irradiation. Il convient de décontaminer en cas de contact, d'ingestion de radioéléments.
En cas d'accident impliquant la population civile, un suivi psychologique est nécessaire et certaines personnes développent des symptômes caractéristiques du syndrome d'irradiation aiguë sans avoir été exposées, un effet nocebo ayant été observé chez près de 5 000 personnes lors de l'accident radiologique de Goiânia au Brésil, en 1987.
Les vomissements peuvent être traités avec des anti-vomitifs comme les inhibiteurs des récepteurs de la sérotonine.

#### Syndrome hématopoïétique
L'hospitalisation n'est généralement nécessaire que pour une dose supérieure à 2 Gy, le risque d'infections nécessite un placement en milieu stérile. Dans les autres cas les soins peuvent être prodigués à domicile.
Le traitement du syndrome hématopoïétique fait intervenir la prophylaxie et le soin des infections à l'aide d'antibiotiques, d'antiviraux et d'antimycosiques. La transfusion sanguine et celle de plaquettes permet de réduire les risques hémorragiques et de lutter contre la lymphocytopénie.
La stimulation de l'hématopoïèse à l'aide de facteurs de croissance permet d'augmenter les chances de survie, les cytokines n'ont pas reçu l'aval de la Food and Drug Administration pour les cas d'irradiation. La greffe de moelle osseuse, de son côté, est d'efficacité et d'emploi limités : pour des doses modérées les cellules hématopoïétiques ne sont pas totalement détruites et repeuplent spontanément la moelle en cas de survie, et l'impact positif de la transplantation n'est clairement établi que de la part d'un jumeau monozygote.
Un médicament expérimental destiné à traiter spécifiquement les effets d'une irradiation aiguë, le Neumune, est développé conjointement par l'industrie pharmaceutique et l'armée américaine. Testé chez le singe, il diminuerait la thrombocytopénie et l'anémie résultant d'une exposition à des doses modérées et augmenterait les chances de survie à une forte irradiation.

#### Syndromes gastro-intestinal et cérébro-vasculaire
Ces formes du syndrome d'irradiation aiguë conduisent à une mort certaine. Les patients nécessitent un traitement palliatif. Des soins symptomatiques peuvent prolonger la durée de vie. Les forces armées se sont intéressées à des traitements symptomatiques dans les premières heures d'une irradiation élevée (20-50 Gy) afin de permettre aux troupes touchées d'être aptes au combat pendant une période limitée[réf. nécessaire].

## Cas attestés

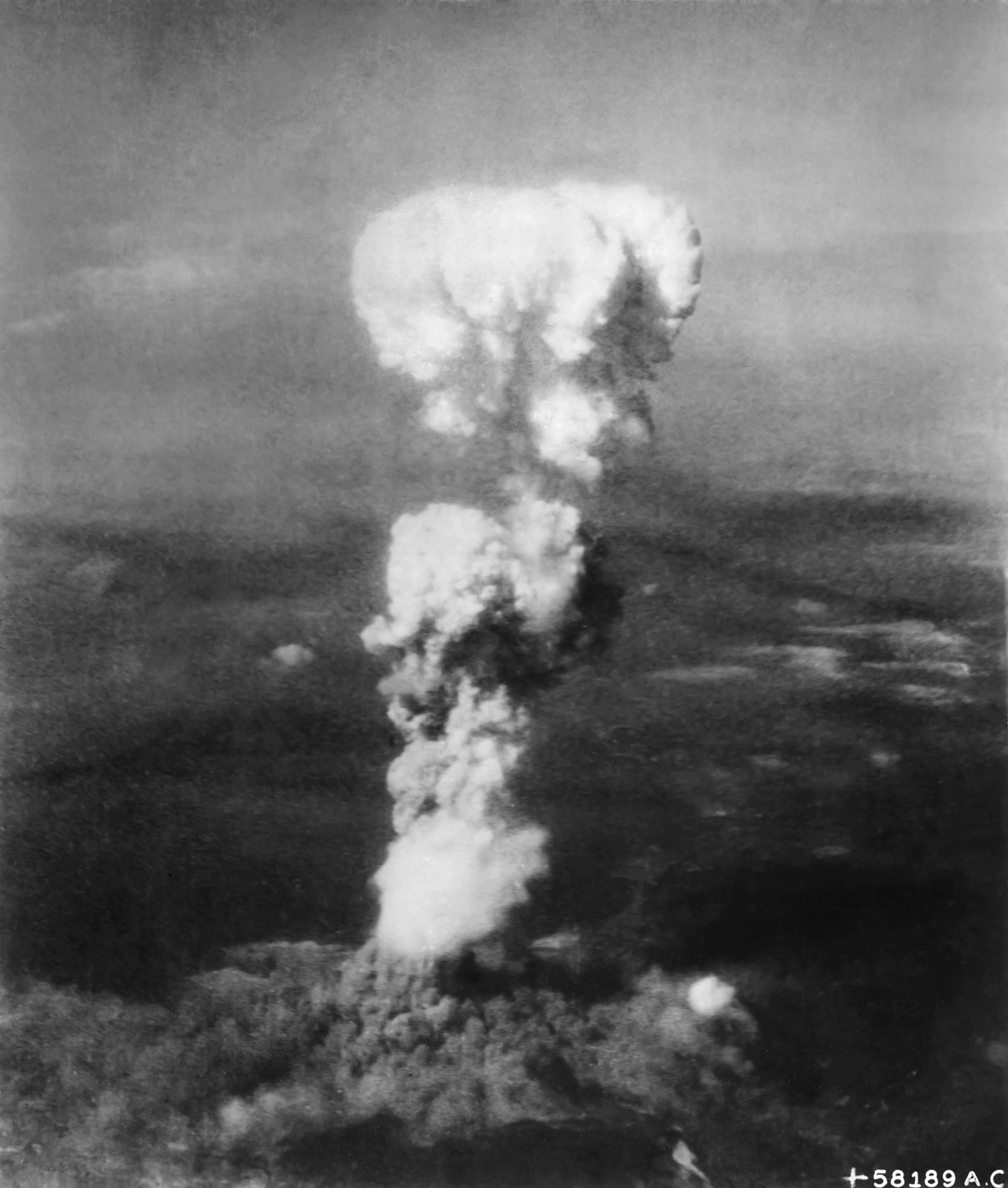
Le syndrome est attesté après une explosion atomique. Image du champignon atomique au-dessus d'Hiroshima.

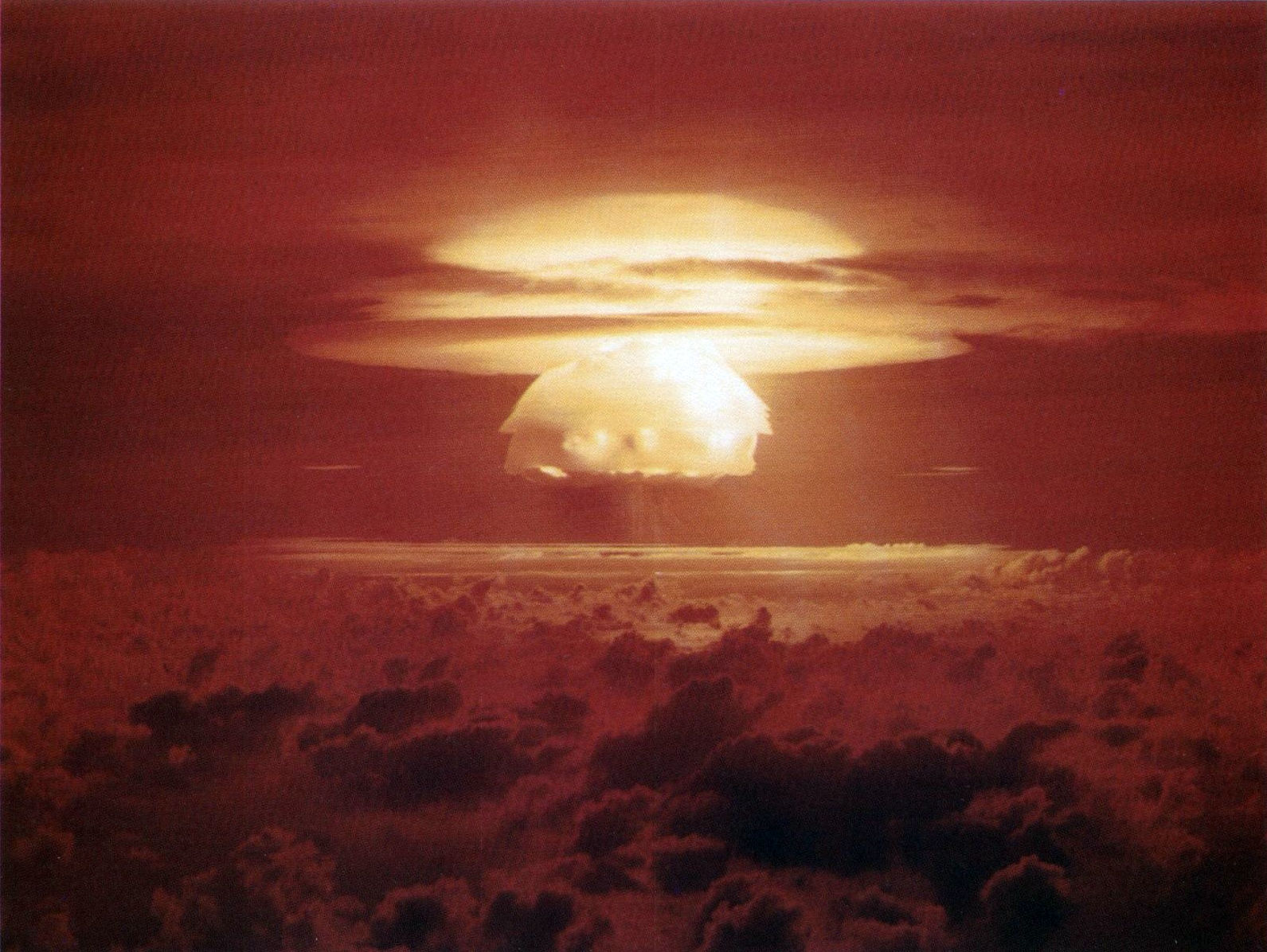
Les retombées de l'essai de Castle Bravo ont provoqué des cas d'irradiation aiguë.

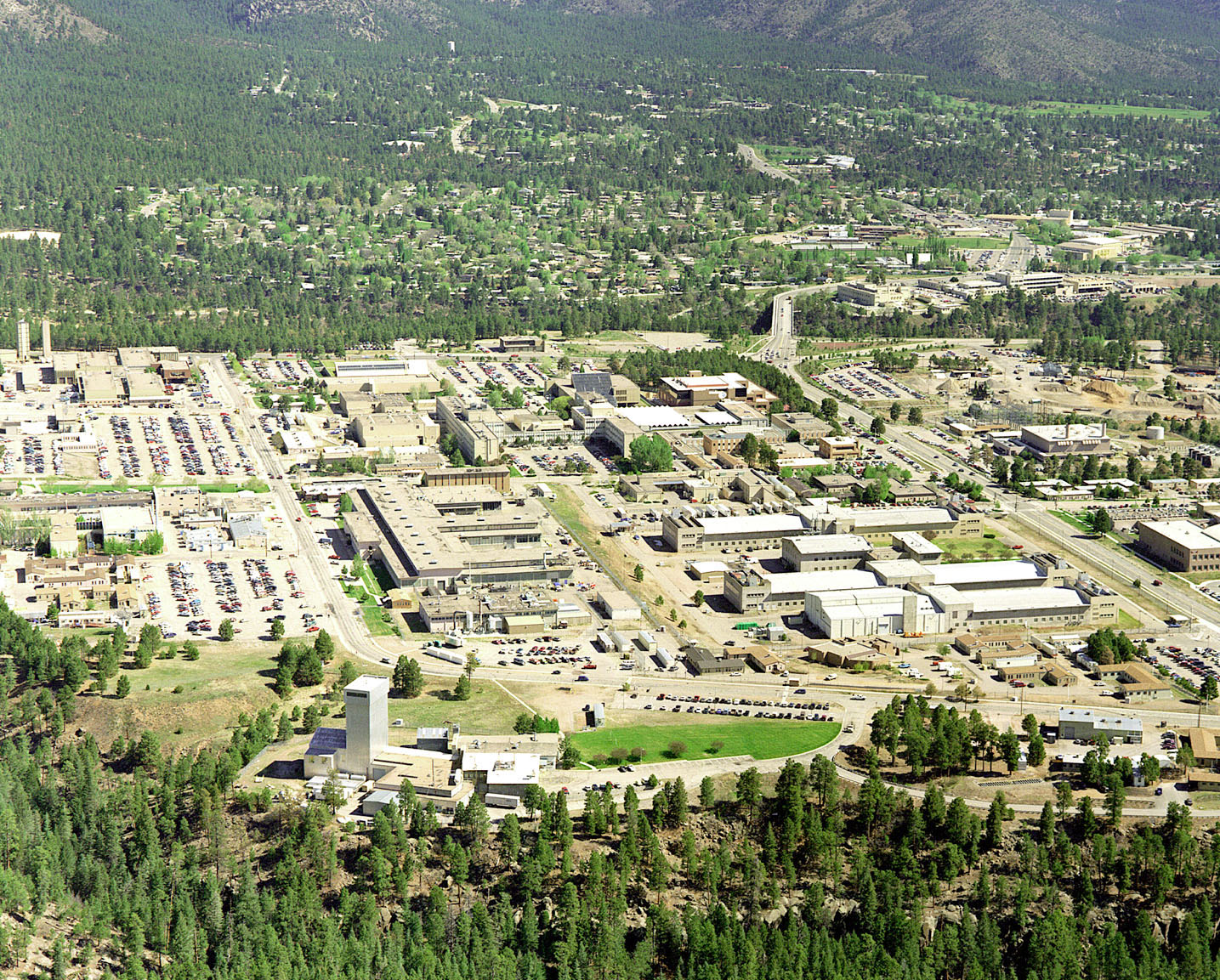
Laboratoire national de Los Alamos, lieu de plusieurs accidents de criticité.

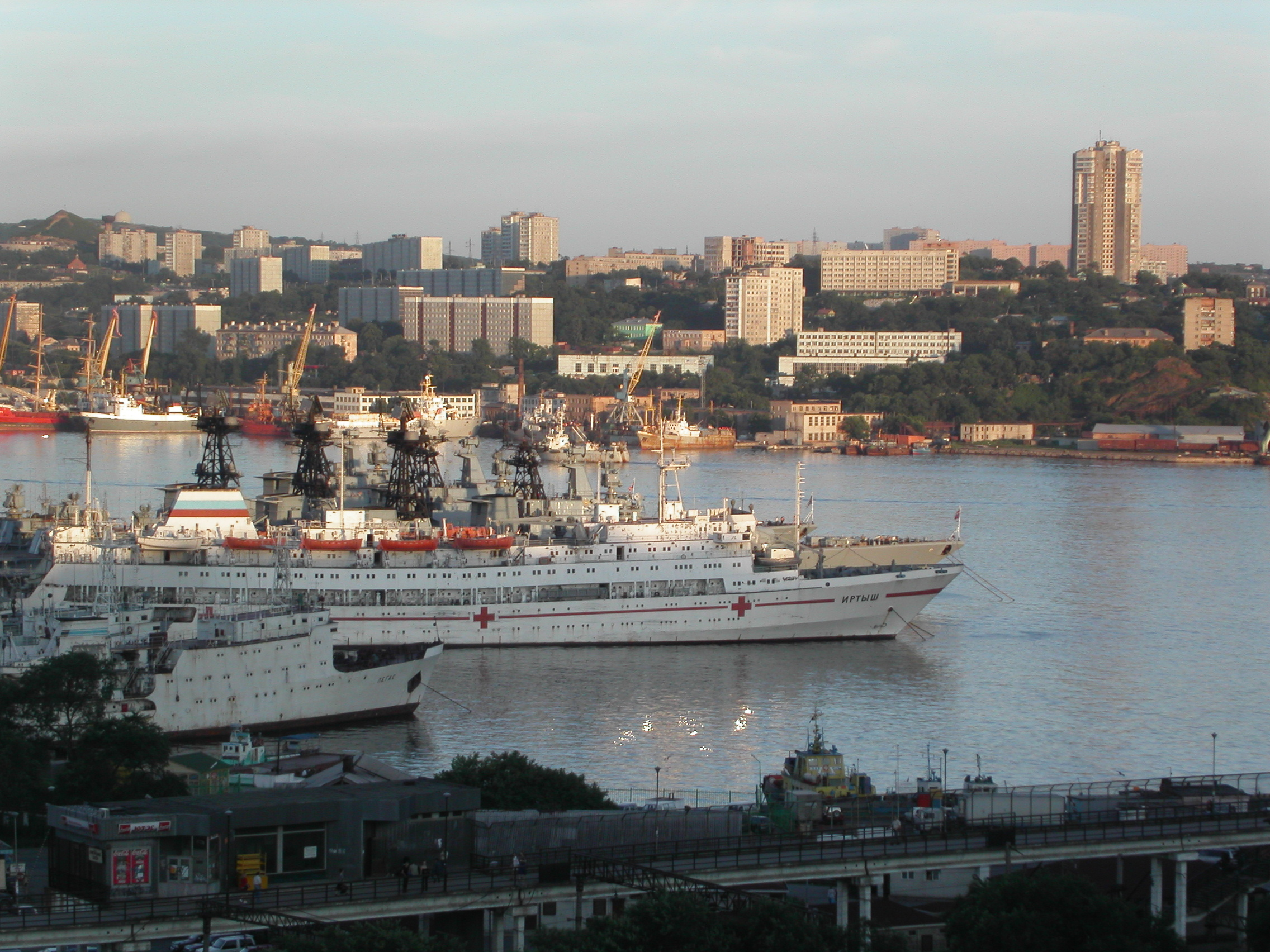
Baie de Vladivostok. 10 août 1985 : l'approvisionnement du réacteur nucléaire du sous-marin K-431 tourne à l'accident et expose 49 personnes à une irradiation aiguë.

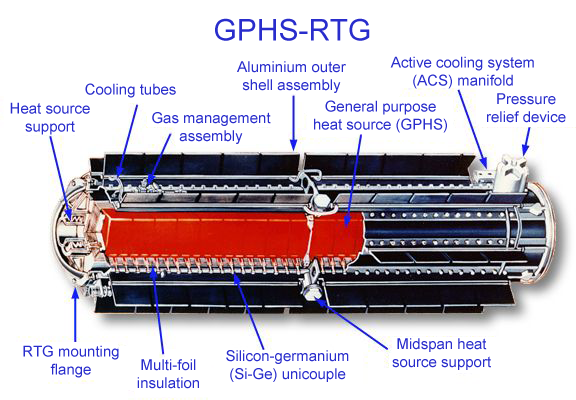
Générateur thermo-électrique à radio-isotope : la source puissante peut provoquer une irradiation aiguë, comme à Liya (Géorgie).

Le nombre de décès attestés par syndrome d'irradiation aiguë est de 180 dans la période de 1945 à 2004 sur 600 accidents radiologiques recensés, hibakusha d'Hiroshima et Nagasaki exclus.
Les quatre principales causes attestées du syndrome sont l'exposition à une explosion nucléaire ou à ses retombées, l'accident sur un réacteur nucléaire, l'accident de criticité lors de la manipulation de matière fissile et l'exposition à une radiosource puissante.

### Suites d'une explosion nucléaire
L'explosion nucléaire est sans conteste la cause la plus connue et la plus vulgarisée du syndrome d'irradiation aiguë, notamment via le film Pluie noire qui relate les malheurs des hibakusha à la suite des bombardements atomiques de Hiroshima et Nagasaki ; un essai nucléaire atmosphérique américain a aussi causé le syndrome par accident :
- 6 août 1945, Hiroshima, et 9 août 1945, Nagasaki, au Japon : les explosions atomiques des bombes A Little Boy et Fat Man provoquent des dizaines de milliers de morts, dont 5 à 15 % à la suite d'un syndrome d'irradiation aiguë[2] avec un pic de mortalité entre septembre et décembre[3] ;
- 1er mai 1954, Bikini, îles Marshall : explosion atomique. Le test de la bombe H américaine Castle Bravo provoque des retombées radioactives plus importantes que prévu. L'équipage du Daigo Fukuryū Maru, un navire japonais à 140 km de l'hypocentre, tombe malade et doit être hospitalisé ; l'un d'entre eux meurt. 64 habitants de l'atoll Rongelap sont soumis à une dose de 1,6 Gy avant d'être évacués[25].

### Accidents sur un réacteur nucléaire
La catastrophe de Tchernobyl en 1986 a vulgarisé le risque représenté par les accidents sur des réacteurs nucléaires. Un accident au bord d'un sous-marin soviétique a aussi connu la célébrité avec le film K-19 : Le Piège des profondeurs.
Les neuf accidents attestés ayant entraîné au moins un syndrome d'irradiation aiguë sont :
- 15 octobre 1958, Vinča, Yougoslavie : accident de criticité dans un réacteur nucléaire. Le réacteur expérimental de l'institut Boris Kidrich soumet six opérateurs à des doses de 2 à 4,3 Sv ; ils développent un syndrome d'irradiation aiguë et l'un d'entre eux meurt[26],[27] ;
- 13 octobre 1960, Mer de Barents, URSS : accident sur un réacteur nucléaire. Des gaz radioactifs s'échappent après un accident sur un réacteur d'un navire de la flotte soviétique. Trois des membres de l'équipage reçoivent une dose estimée à 2 Gy et présentent un syndrome d'irradiation aiguë[28] ;
- 30 décembre 1965, Mol, Belgique : accident de criticité sur un réacteur nucléaire. Un expérimentateur cause par erreur de manipulation un accident de criticité sur le réacteur expérimental VENUS du centre SCK•CEN. Il est gravement irradié[29]. Il reçoit 5 Sv (500 à 700 R[29]) (à la poitrine). Il sera amputé du pied qu'il avait posé près du réacteur (17–40 Sv)[26] ;
- 1967, Pittsburgh, États-Unis : accident dans un réacteur nucléaire. Un réacteur industriel expose trois personnes à des doses de 1 à 6 Sv. La plus atteinte développe une forme sévère du syndrome mais est sauvée par une transplantation de moelle osseuse[30] ;
- juin 1974, Parsippany, États-Unis : accident sur un réacteur nucléaire. Un employé d'un réacteur industriel reçoit 4 Sv et développe un syndrome d'irradiation[30] ;
- 23 septembre 1983, Buenos Aires, Argentine : accident de criticité dans un réacteur nucléaire du Centro Atómico Constituyentes. Une masse critique de combustible fissile est atteinte dans un réacteur expérimental et soumet l'opérateur à 37 Gy. Il meurt 2 jours plus tard[26] ;
- 10 août 1985, Vladivostok, URSS : explosion d'un réacteur nucléaire lors du rechargement en combustible d'un sous-marin. Le réacteur du K-314 explose, provoquant un syndrome d'irradiation chez 49 personnes, dont 10 gravement atteintes[28] ;
- 26 avril 1986, Tchernobyl, Ukraine : explosion d'un réacteur nucléaire. La catastrophe de Tchernobyl provoque un syndrome d'irradiation aiguë chez deux cents ouvriers de la centrale et pompiers, dont 28 meurent[31].

### Accidents de criticité lors de manipulations de produits fissiles
Le cas du physicien Louis Slotin, mortellement irradié en 1946 lors d'une démonstration scientifique au Laboratoire national de Los Alamos a attiré l'attention sur les risques de manipulation de matières fissiles ; son histoire est romancée dans Les Maîtres de l'ombre. C'est aussi le cas de l'accident de Tokaimura (Japon) en 1999 dans une installation nucléaire civile.
Aucun des accidents de criticité lors de la manipulation de produits fissiles n'a provoqué de syndrome d'irradiation aiguë auprès du public ; dans un seul cas — Tokaimura en 1999 — la population civile a été soumise à une exposition supérieure aux normes.
Liste d'accidents de criticité lors d'une manipulation de matière qui ont provoqué une irradiation aiguë :
- 21 août 1945, Laboratoire national de Los Alamos, États-Unis : accident de criticité par erreur de manipulation. Harry Daghlian Jr. laisse tomber une brique de carbure de tungstène réfléchissant les neutrons sur un bloc de plutonium. En plus de la forme habituelle du syndrome il présente de graves brûlures aux mains dès les premiers jours suivant l'irradiation (200–400 Gy sur la main droite). Il meurt après trois semaines[26] ;
- 21 mai 1946, Laboratoire national de Los Alamos, États-Unis : accident de criticité par erreur de manipulation du même cœur qu'Harry Daghlian Jr. Ce cœur sera surnommé après ce second accident le Demon core. Le physicien canadien Louis Slotin crée par accident une masse critique de plutonium lors d'une démonstration scientifique. Il meurt une semaine après des suites d'une irradiation de 10 Gy[26] ;
- 15 mars 1952, Complexe nucléaire Mayak, URSS : accident de criticité par erreur de manipulation. En laboratoire, deux opérateurs assemblent par mégarde une solution de plutonium critique. L'un d'eux reçoit 10 Gy aux parties inférieures du corps et survit malgré un syndrome d'irradiation aiguë grave[26] ;
- 15 mars 1953, Complexe nucléaire Mayak, URSS : accident de criticité par erreur de protocole. Un opérateur transvase une solution de nitrate de plutonium dans un réceptacle non prévu à cet effet et est soumis à une dose estimée à 10 Gy lorsque la criticité est atteinte. Il meurt 35 jours plus tard ;
- 21 avril 1957, Complexe nucléaire Mayak, URSS : accident de criticité par erreur de conception industrielle. Un réservoir recevant un précipité provenant d'une solution d'uranium expose un opérateur à une dose de l'ordre de 30 Gy, qui meurt 12 jours après. Cinq autres survivent mais présentent un syndrome d'irradiation aiguë avec des doses allant jusqu'à 3 Gy ;
- 2 janvier 1958, Complexe nucléaire Mayak, URSS : accident de criticité par erreur de protocole. Des opérateurs s'approchent d'un réservoir d'une solution d'uranium et réfléchissent suffisamment de neutrons pour créer une masse critique. Trois opérateurs meurent dans la semaine après avoir reçu 5 à 6 Sv ; un quatrième survit au syndrome d'irradiation et devient aveugle dans les années suivantes[26] ;
- 16 juin 1958, Oak Ridge, États-Unis : accident de criticité par erreur de protocole. Un réservoir contenant une solution d'uranium fuit et est transvasé ; au cours de la manipulation, 5 personnes reçoivent de 2 à 4,5 Sv au cours d'un accident de criticité et tombent malades[26] ;
- 30 décembre 1958, Laboratoire national de Los Alamos, États-Unis : accident de criticité par erreur de manipulation. Un opérateur assemble par erreur une masse critique d'une solution de plutonium et meurt des suites d'une exposition à 90–120 Sv sur le haut du corps[26] ;
- 14 juillet 1961, Complexe chimique de Sibérie, URSS : accident de criticité. L'accumulation d'hexafluorure d'uranium dans une pompe à vide devient critique et soumet un employé à 2 Sv. Il développe un syndrome d'irradiation aiguë léger[26] ;
- 11 mars 1963, Sarov, URSS : accident de criticité par erreur de protocole. Des expérimentateurs manipulent une masse sous-critique de plutonium et un réflecteur de neutrons créant une masse critique. Deux reçoivent 3,7 et 5,5 Sv et survivent au syndrome d'irradiation[26] ;
- 24 juillet 1964, Rhode Island, États-Unis : accident de criticité par erreur de protocole au United Nuclear Fuels Recovery Plant. Une masse critique de combustible fissible est atteinte dans la Wood River Junction facility lors de la manipulation de solutions d'uranium. L'opérateur meurt deux jours après des suites l'irradiation de 10 Sv[26] ;
- 5 avril 1968, URSS : accident de criticité par erreur de protocole. Deux experts en criticité assemblent un cœur d'uranium avec des réflecteurs de neutrons sans suivre les procédures de sécurité. Ils s'exposent respectivement à 20–40 Gy et 5–10 Gy et meurent 3 et 54 jours après l'accident ;
- 10 décembre 1968, URSS : accident de criticité par erreur de protocole. Un employé de la Mayak Enterprise crée temporairement une solution critique de plutonium en transvasant un réservoir et quitte les lieux aussitôt. Un superviseur décide alors de bouger le conteneur incriminé et s'expose à un second accident de criticité ; il meurt un mois plus tard d'une exposition de 24,5 Sv. L'expérimentateur (7 Sv) tombe malade et survit après amputation des deux jambes[26] ;
- 26 mai 1971, Moscou, URSS : accident de criticité par erreur de calcul à l'Institut Kourtchatov. Des expériences sont menées sur la criticité de barres d'uranium plongées dans l'eau. L'insuffisance des calculs mène à une masse surcritique à la fin d'une expérience lorsque l'eau est pompée. Deux expérimentateurs reçoivent 60 et 20 Sv et meurent 5 et 15 jours après. Deux autres reçoivent des doses de 6 à 7 Sv et survivent, avec des problèmes chroniques de santé[26] ;
- 13 décembre 1978, Complexe chimique de Sibérie, URSS : accident de criticité par erreur de protocole. Deux employés stockent quatre lingots de plutonium dans un même conteneur, créant une masse critique : l'un d'eux reçoit 2,5 Gy[26] ;
- 17 juin et 19 juin 1997, Sarov, Russie : accident de criticité par erreur de protocole. Un expérimentateur seul assemble un cœur de plutonium avec un réflecteur de neutrons en cuivre. L'expérimentateur est soumis à 45 Gy de neutrons et 3,5 Gy de rayonnement gamma lors du second accident et meurt dans la nuit, 66 heures après la première exposition[32] ;
- 30 septembre 1999, Tokaimura, Japon : accident de criticité par erreur de protocole. Des employés assemblent par négligence une masse critique d'une solution d'uranium dans le centre nucléaire de Tokaimura. Deux employés sont exposés à une dose létale[26].

### Exposition à une source radioactive
Moins connue en est la possibilité de développer le syndrome après l'exposition à une source radioactive puissante, dont les emplois militaires mais aussi civils sont nombreux : production stable, pérenne et transportable d'énergie (générateur thermoélectrique à radioisotope), stérilisation, soin du cancer (radiothérapie). Sur les vingt dernières années, avec l'augmentation des mesures de sécurité civile au niveau des installations nucléaires, c'est la principale cause du syndrome de radio-exposition aiguë.
L'exposition accidentelle peut résulter d'une erreur humaine ou d'un dysfonctionnement sur un site utilisant une radiosource. Il peut aussi s'agir d'une exposition accidentelle de civils lors de la perte ou du vol d'une telle source : dix de ces « pertes » de sources ont conduit à un syndrome d'irradiation aiguë parmi la population, avec un total de 23 décès dans la période 1945–2000.
Voici une liste chronologique des cas d'irradiation aiguë liés à des radio-sources :
- 1960, URSS : suicide par exposition à une source radioactive. Un individu se suicide en s'exposant à une source de césium 137. Il reçoit 15 Sv[31] ;
- 1961, Suisse : exposition à une peinture radioactive. Une personne meurt après avoir reçu 3 Sv d'une peinture contenant du tritium[11] ;
- 1962, Mexico, Mexique : exposition du public à une source de radiographie industrielle. Quatre personnes sont exposées à une source de cobalt 60 de radiographie industrielle et reçoivent des doses létales allant de 9,9  à   52 Gy[30] ;
- 11 janvier 1963, Sanlian, Chine : exposition à la suite d'une perte de déchets nucléaires. Une source de 60Co est trouvée dans une décharge ; deux personnes reçoivent environ 8 Sv et meurent dans les deux semaines[11] ;
- 1964, République fédérale d'Allemagne : exposition à une peinture radioactive. L'exposition à de la peinture contenant du tritium conduit à la mort d'une personne (10 Gy) et à un syndrome d'irradiation aiguë chez trois autres[11] ;
- 1968, Chicago, États-Unis : exposition à une source radioactive. Une personne s'expose à une source d'or 198, reçoit 4  à   5 Gy à la moelle osseuse et en meurt[31] ;
- 1971, Chiba, Japon : exposition à la suite de la perte d'une source de radiographie. Une source d'iridium 192 destinée à de la radiographie industrielle est perdue. Trois ouvriers développent un syndrome d'irradiation aiguë[30] ;
- 1972, Bulgarie : suicide par exposition à une source radioactive[31] ;
- 1974, New Jersey, États-Unis : exposition à une source de rayonnement gamma dans une entreprise d'irradiation. Une personne reçoit une dose d'environ 4 Gy et survit au syndrome[30] ;
- 1975, Stimos, Italie : exposition à une source de rayonnement gamma dans une entreprise d'irradiation. Une personne reçoit 12 Gy et meurt ;
- 1977, Győr, Hongrie : exposition à une source radioactive. Une personne est exposée accidentellement à une source industrielle, reçoit 1,2 Sv et présente un léger syndrome d'irradiation[33] ;
- 1977, Rockaway, États-Unis : exposition à une source radioactive. Un employé d'une entreprise d'irradiation reçoit accidentellement 2 Sv d'une source de cobalt 60 et développe un syndrome d'irradiation aiguë[30],[33] ;
- 1978, Algérie : exposition à la suite d'une perte de source d'irradiation industrielle. Quatre personnes développent le syndrome d'irradiation aiguë et y survivent[30] ;
- 2 septembre 1982, Kjeller, Skedsmo, Norvège : exposition à une source d'irradiation industrielle. Un employé d'une usine d'irradiation s'expose accidentellement à une source de cobalt 60. Il tombe malade dans la demi-heure. Il meurt 13 jours après, d'une dose estimée à 22 Sv[31] ;
- 1983, Ciudad Juárez, Mexique : exposition à la suite d'une perte d'une source de radiothérapie. La source de cobalt 60 expose 5 personnes à des doses de 3  à   7 Gy et 75 autres à des doses de 0,25  à   3 Gy. Certaines développent le syndrome d'irradiation aiguë et y survivent ;
- 1984, Maroc : Accident de radiation marocain en 1984 : irradiation accidentelle par une source de radiographie industrielle. La source d'iridium 192 provoque le décès de 8 personnes du public en raison d'un défaut du confinement[30] ;
- 1986, Kaifeng, Chine : exposition à une source radioactive. Deux individus reçoivent 2,6 et 3,2 Sv d'une source de cobalt 60 et développent le syndrome d'irradiation aiguë[33] ;
- 24 juin 1986, Soreq, près de Yavné, Israël : exposition accidentelle à une source de stérilisation industrielle. Un opérateur d'une entreprise de stérilisation à Soreq (Israël) s'expose par inadvertance à une source radioactive de cobalt 60, et meurt 36 jours après[34] ;
- 12-27 septembre 1987, Goiania, Brésil : exposition du public à la suite d'une perte de source de radiothérapie. Des personnes de Goiania tombent malades et l'on pense au début à une maladie tropicale avant de diagnostiquer le syndrome d'irradiation aiguë : elle avait été trouvée et avait circulé entre plusieurs mains. Les doses reçues vont de 1  à   7 Gy. Cinq personnes meurent des suites d'une irradiation de 4,5  à   6 Gy ; trois présentent un syndrome sévère et six autres des problèmes hématopoïétiques. Des cas de dépression sont observés[11] ;
- 1989, San Salvador, Salvador : exposition à une source d'irradiation industrielle. Une personne meurt des suites d'une exposition à 8 Gy ; deux autres survivent à 2,9 et 3,7 Gy ;
- juin 1990, Shanghai, Chine : exposition accidentelle à une source de stérilisation industrielle. Dans une usine de stérilisation, des ouvriers s'exposent accidentellement à une source de cobalt 60. Deux meurent des suites d'une irradiation de 11-12 Gy ; cinq autres reçoivent plus de 2 Gy et tombent malades[35] ;
- 26 octobre 1991, Niasvij, Biélorussie : exposition accidentelle à une source de stérilisation industrielle. Un opérateur d'une usine de stérilisation s'expose par inadvertance à une dose de 12,5 Sv. Il survit au syndrome hématopoïétique grâce à des soins intensifs mais meurt au bout de quatre mois[36] ;
- 1994, Tammiku, Estonie : exposition à la suite d'une perte de déchet radioactif. Une personne meurt des suites d'une irradiation à 4 Gy[30] ;
- 1999, Istanbul, Turquie : exposition à la suite d'une perte de source de radiothérapie. 10 personnes développent le syndrome d'irradiation aiguë[30] ;
- 13 septembre 1999, Grozny, Russie : exposition lors d'un vol de source radioactive. Des voleurs dérobent des sources de cobalt 60. Trois meurent dont l'un en une demi-heure, trois autres tombent malades[37] ;
- janvier-février 2000, Samut Prakan, Thaïlande : perte de source radioactive. Une source médicale de cobalt 60 tombe lors d'un transport et est descellée. Trois employés meurent et sept autres tombent malades, avec des doses de l'ordre de 2 Sv ainsi que des brûlures graves pour certains[38] ;
- juin-juillet 2000, Mit Halfa, Égypte : perte de sources radioactives. Un employé trouve une source radioactive d'iridium 192 et la ramène chez lui. Sept personnes tombent malades, dont deux meurent ; des dizaines de voisins présentent des modifications mineures de la formule sanguine[39] ;
- 2001-2002, Liya, Géorgie : vol de sources radioactives. Des sources de strontium 90 servant de générateur thermoélectrique à radioisotope sont volées ; trois personnes développent le syndrome d'irradiation aiguë[40] ;
- 11 mars 2006, Fleurus, Belgique, un ouvrier travaillant à l'irradiation des aliments chez Sterigenics a été fortement irradié par une source au Cobalt-60. Il est entré dans le local alors que la source n'avait pas été mise en sécurité et a reçu une très forte dose, évaluée entre 4,4 et 4,8 grays. Cet accident est classé au niveau 4 de l’échelle INES[41] ;
- 2006, l'ancien agent russe Alexandre Litvinenko est empoisonné avec une source de polonium 210. Hospitalisé à Londres, il meurt le 23 novembre 2006 des suites de son empoisonnement.

### Accidents liés aux accélérateurs à particules
- 1967, Pittsburgh, États-Unis : irradiation dans un accélérateur de particules. Trois personnes reçoivent 1  à   6 Gy sur le corps entier[30].
- 1991, Forbach, France : exposition à une source d'irradiation dans un accélérateur de particules industriel, par suite de négligences de la part de l'employeur. Trois personnes sont irradiées l'une d'elles reçoit une dose équivalente comprise entre 100 et 1000 Rem sur le corps entier. En raison de la nature de l'exposition notamment à la tête (le dosimètre étant porté à la poitrine) cette valeur est probablement beaucoup plus élevée, la dose à la peau relevé était comprise entre 4000 et 40000 Rem, elle meurt 16 ans plus tard de complications médicales [42].

## Cas dans des œuvres de fiction
Le drame des hibakusha après les bombardements atomiques de Hiroshima et Nagasaki et la menace d'apocalypse qui planait lors de la guerre froide furent une source d'inspiration pour les romanciers et cinéastes. Aussi de nombreuses œuvres de fiction traitent-elles de l'irradiation aiguë, que ce soit sous un jour réaliste ou fortement romancé.
Les œuvres les plus marquantes sont :
- USS Charleston, dernière chance pour l'humanité (On the Beach en anglais) est un roman post-apocalyptique de l'écrivain britannique Nevil Shute, adapté au cinéma en 1959 (Le Dernier Rivage) et en téléfilm en 2000. Il décrit la vie de différentes personnes en Australie qui attendent l'arrivée d'un nuage radioactif mortel provenant d'une guerre nucléaire dans l'hémisphère nord. À la fin, tout le monde se suicide ou meurt d'irradiation aiguë. En fait, la durée de vie du nuage radioactif dans l'ouvrage est exagérée ;
- Alas Babylon est un roman des années 1960 écrite par Pat Franl, qui décrit les effets d'une guerre nucléaire sur une communauté fictive de Fort Repose en Floride ;
- le film de Lynne Littman Le Dernier Testament (Testament) de 1983 suit une famille de banlieue frappée d'irradiation aiguë lors d'une attaque nucléaire soviétique sur San Francisco ;
- en 1983, Le Jour d'après décrit les effets consécutifs à une guerre nucléaire entre les États-Unis et l'URSS, principalement du point de vue des habitants de Lawrence (Kansas). De nombreux personnages y meurent de maladie des rayons, en particulier on y voit la perte des cheveux ;
- le film Le Mystère Silkwood d'Alice Arlen et Nora Ephron (1983) trace le portrait de Karen Silkwood, une métallurgiste sur une entreprise de traitement du plutonium qui a été sciemment contaminée, torturée psychologiquement et peut-être tuée pour l'empêcher de révéler des violations patentes des mesures de sécurité sur le site ;
- en 1984, le téléfilm de Mick Jackson Threads suit deux familles de Sheffield et leurs enfants dans les suites d'une attaque nucléaire soviétique. De nombreux personnages y meurent d'irradiation aiguë, de cancers et présente des malformations. Ceux qui survivent vieillissent de façon prématurée ;
- les scénaristes du téléfilm dramatique Edge of Darkness (BBC, 1985) ont effectué des recherches sur la maladie des rayons et se sont assurés que les personnages Ronald Craen (Bob Peck) et Darius Jedburgh (Joe Don Baker) présentent des symptômes réalistes ;
- Les Maîtres de l'ombre (Roland Joffé, 1989) est une dramatisation de l'effort de construction de la première bombe nucléaire par les Américains durant la Seconde Guerre mondiale. Michael Merriman (John Cusack) fut mortellement irradié lors d'un accident de criticité. Le personnage se fonde sur l'histoire de Louis Slotin qui est mort des suites d'un accident de criticité au Laboratoire national de Los Alamos ;
- le film de Shohei Imamura Pluie noire (1989) traite les suites du bombardement atomique d'Hiroshima. Le titre fait référence à la « pluie noire » composée des retombées nucléaires qui s'est abattue sur la ville après le bombardement. Il se fonde sur le livre éponyme de Masuji Ibuse ;
- dans le roman graphique When the Wind Blows de Raymond Briggs, un couple de séniors est exposé aux retombées d'une guerre nucléaire. La seconde partie de l'histoire traite principalement des effets de l'irradiation et de l'interprétation des symptômes comme choc post-traumatique ;
- dans le film de Roberto Pires Césio 137 - O Pesadelo de Goiânia (1990) qui raconte la véritable histoire de la L'accident nucléaire de Goiânia. À la suite du vol et du démantèlement par des ferrailleurs d'un appareil de radiothérapie, 250 personnes sont contaminées et quatre personnes mortellement irradiées ;
- le thriller de Joseph Kanon Los Alamos (1995) propose une version romancée de l'accident de Harry Daghlian Jr. ;
- dans la série télévisée Sept jours pour agir les victimes d'une fuite radioactive dans un sous-marin nucléaire soviétique endommagé sont montrés pâles et malades ;
- dans le feuilleton télévisé 24 heures chrono (deuxième saison), le personnage principal George Mason inhale une dose létale de plutonium présent dans l'air. Face à une mort imminente, il sacrifie sa vie en déviant dans le désert des Mojaves une bombe atomique dirigée sur Los Angeles ;
- dans la série télévisée Stargate SG-1, le personnage Daniel Jackson est soumis à une dose radiative massive d'environ 12 Sv en désamorçant une bombe nucléaire sur une autre planète. On lui accorde une permission pour retourner mourir du syndrome d'irradiation aiguë sur sa planète ;
- le film K-19 : Le Piège des profondeurs (Kathryn Bigelow, 2002) montre les événements réels du sous-marin soviétique K-19 dont sept membres d'équipage ont souffert d'empoisonnement radiatif - en passant 10 à 20 minutes à réparer le système de refroidissement du réacteur ;
- le court-métrage allemand Tag 26 d'Andreas Samland (2002) décrit la vie de deux survivants d'un désastre nucléaire non spécifié, l'un d'entre eux ayant une combinaison percée le menant à une mort assurée ;
- dans le film la Somme de toutes les peurs (Phil Alden Robinson, 2002) adapté du roman éponyme (Tom Clancy, 1991), un Arabe et son fils découvrent une bombe atomique israélienne perdue dans le désert du Sinaï. Par la suite, le personnage meurt du syndrome d'irradiation aiguë pendant qu'il est interrogé par un agent secret américain ;
- le film russe Lettres d'un homme mort de Konstantin Lopouchanski (1986, année de la catastrophe de Tchernobyl) décrit le combat de survivants dans un monde post-apocalyptique. La plupart des personnages meurent progressivement du syndrome d'irradiation aiguë ;
- la série de jeux vidéo de rôle Fallout se déroule dans des États-Unis dévastés par une guerre nucléaire. Les jeux ont la particularité de gérer le niveau d'irradiation en tant que statistique du personnage en sus des statistiques traditionnelles comme l'empoisonnement, les fractures, etc. L'irradiation a des conséquences sur les points de vie et les caractéristiques du personnage, qui peut mourir au-delà d'un certain seuil. Pour la faire baisser, le personnage doit absorber un RadAway, une solution chimique fictive par intraveineuse qui traverse le système du corps humain et qui finit en évacuant les radiations via l'urine ;
- dans la série télévisée Dr House, un patient du Dr House souffre du syndrome d'irradiation aiguë et présente une immunodéficience sévère (saison 2 épisode 5) ;
- dans la série télévisée Battlestar Galactica, des humains laissés sur une planète après une bataille nucléaire doivent s'injecter des produits anti-radiation afin de survivre ;
- dans la série télévisée Star Trek, l'empoisonnement par radiation d'origine nucléaire ou autre est un thème récurrent. Dans le film Star Trek : Premier Contact, l'humanité connaît un holocauste nucléaire après la Troisième Guerre mondiale, déclenchée par une coalition de nations ennemies des États-Unis. Six cents millions d'hommes et de femmes sont tués et de grandes villes sont détruites. Une période d'horreur post-atomique s'ensuivra dans certaines régions de la planète ;
- dans la mini-série Chernobyl de 2019, l'histoire relate la catastrophe nucléaire de Tchernobyl du le 26 avril 1986 et les évènements qui ont suivi.

#### Physique
- Radioactivité
- Rayonnement ionisant
- Rayonnement gamma
- Rayonnement bêta
- Rayonnement alpha
- Dose radiative ~ gray ~ rad
- Équivalent de dose ~ sievert ~ rem

#### Effets biologiques
- Sievert
- Dose équivalente
- Dose efficace
- Effet stochastique
- Effet déterministe
- Échelles et effets de doses de radiation
- Pollution radioactive
- Faibles doses d'irradiation
- Équivalent de dose efficace
- Radiothérapie à l'iode 131

#### Explosion atomique
- Bombardements atomiques de Hiroshima et Nagasaki
- Castle Bravo

#### Accident nucléaire
- Catastrophe de Tchernobyl
- Tokaimura
- Accident de criticité
- Liste d'accidents nucléaires

#### Énergie nucléaire
- Centrale nucléaire
- Réacteur nucléaire
- Arme atomique
- Débat sur l'énergie nucléaire